# 캄바라섬
캄바라섬(피지어:Kabara [kamˈbara|])은 피지의 섬으로, 라우 제도에 속한다. 총면적은 31km2이며, 인구수는 네 개의 마을에 700여명이 거주한다.
캄바라섬 주민들은 나무공예의 장인으로 널리 알려져 있다. 캄바라섬의 자생종인 베시나무 (Vesi wood)는 전통적인 세공품 제료로 쓰였으나 산림 파괴가 섬 전역에 닥치는 바람에 섬 전체의 8%만 베시나무로 덮여있게 되었다. 현재 산림 복구 계획이 진행 중이기는 하지만 한 나무가 다 자라는데 70~80년에 달하기 때문에, 공예가들이 베시나무를 최소한 사용하는 쪽으로 장려하고 있다. 또 베시나무의 대체제로 단향 (현지에서는 '야시'라 부름)이 주목받고 있는데 베시나무와는 달리 다 자라는데 걸리는 시간이 30~40년에 불과하다.
2006년 3월 28일에는 세계 자연 기금이 캄바라섬에 5000갤런 규모의 물탱크를 기부했다. 캄바라섬의 물부족 문제를 해소시켜 나갈 것으로 기대되었다.